# Achilles Christoph von Gemmingen

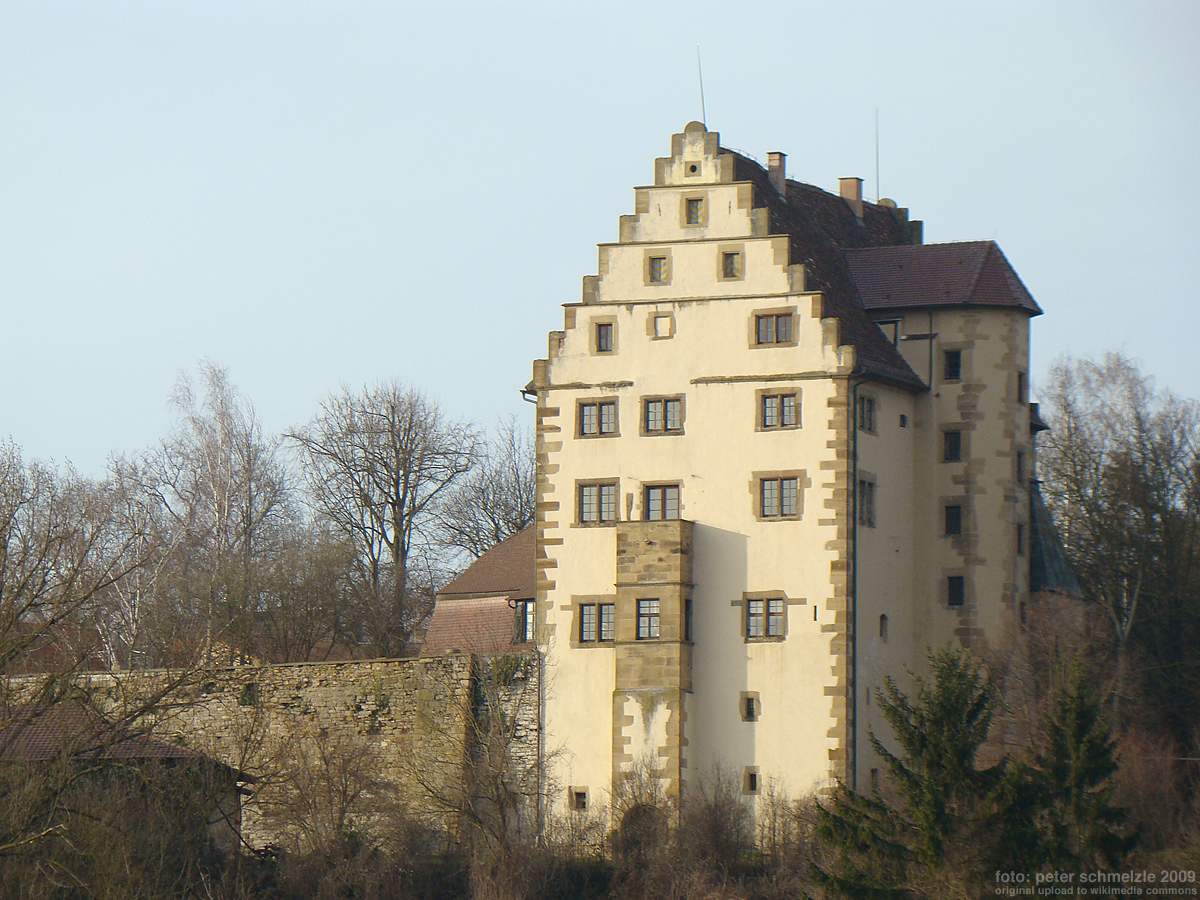
Schloss Bürg (Neuenstadt am Kocher)

Achilles Christoph von Gemmingen (* 19. November 1619; † 3. August 1676 in Presteneck) war Grundherr in Bürg.

## Leben
Achilles entstammte dem Zweig Bürg-Presteneck der Freiherren von Gemmingen und war ein Sohn des würzburgischen Amtmanns Eberhard von Gemmingen († 1635) und der Maria Agatha von Venningen. Sein Taufpate war Herzog Friedrich Achilles von Württemberg-Neuenstadt. Er trat in kaiserliche Militärdienste, schied verletzungsbedingt aber bereits als Leutnant aus dem Militär aus. Nach dem Dreißigjährigen Krieg war er mit dem Wiederaufbau seiner Güter beschäftigt. In seinem Güterverzeichnis schrieb er, das Schloss Bürg sei 1646 niedergebrannt worden, von seinen 476 Morgen umfassenden Gütern habe er 257 Morgen wieder bebauen lassen, der Rest läge wüst. Er starb 1676 in Presteneck und wurde in der von im erbauten Kirche in Bürg bestattet.

## Familie
Er war ab 1643 mit Benedicta Elisabetha Greck von Kochendorf verheiratet. Nach deren Tod 1648 heiratete er 1650 Sibylla Felicitas von Gemmingen-Fürfeld, Tochter des Eschenauer Grundherrn Friedrich von Gemmingen, die 1654 verstarb. Eine dritte Ehe ging er 1655 mit Amalie von Mentzingen ein. Aus den drei Ehen gingen 18 Kinder hervor, von denen jedoch nur einige das Erwachsenenalter erreichten.
Nachkommen:
- Hans Gottlieb (vor 1649–1691), kurmainzischer Forstbeamter, ergriff 1690 Besitz von Bürg
- Clara Sibylla ⚭ Johann Reinhard von Gemmingen-Widdern
- Maria Elisabeth ⚭ Ludwig von Weiler
- Johann Bernhard (1656–1723), Oberhofmeister der Markgrafen von Baden-Durlach
- Eberhard (1674–1741), Obervogt zu Balingen und Oberhofmeister der württembergischen Herzogswitwe Johanna Elisabeth
- Sophie Margaretha ⚭ Friedrich von Gemmingen-Maienfels